# Elisolimax rufescens
Elisolimax rufescens es una especie de molusco gasterópodo de la familia Helicarionidae en el orden de los Stylommatophora.

## Distribución geográfica
Es endémica de Tanzania.